# Nauru aux Jeux du Pacifique
Nauru participe aux Jeux du Pacifique Sud depuis leur création en 1963 alors que l'île était une colonie et en tant que pays indépendant depuis l'édition de 1969.

## Histoire
Nauru participe aux Jeux du Pacifique Sud depuis 1963, date de leur création. Ayant obtenu son indépendance en 1968, il participe en tant que pays indépendant à partir de la troisième édition en 1969.

## Disciplines
Dans le cadre des Jeux du Pacifique Sud, Nauru remporté beaucoup de ses médailles grâce à l'haltérophilie, sport national nauruan au côté du football australien,,,.

## Médailles
| Année | Médaille d'or | Médaille d'argent | Médaille de bronze | Total | Rang                       |
| ----- | ------------- | ----------------- | ------------------ | ----- | -------------------------- |
| 1963  | 0             | 0                 | 0                  | 0     | 11e ex æquo avec 3 nations |
| 1966  | 4             | 2                 | 0                  | 6     | 7e                         |
| 1969  | 1             | 2                 | 4                  | 7     | 10e                        |
| 1971  | 0             | 0                 | 0                  | 0     | 12e ex æquo avec 1 nation  |
| 1975  | 0             | 0                 | 0                  | 0     | 11e ex æquo avec 1 nation  |
| 1979  | 0             | 0                 | 0                  | 0     | 14e ex æquo avec 4 nations |
| 1983  | 0             | 0                 | 0                  | 0     | 14e                        |
| 1987  | 0             | 0                 | 0                  | 0     | 12e                        |
| 1991  | 3             | 0                 | 5                  | 8     | 10e                        |
| 1995  | 0             | 0                 | 0                  | 0     | 13e                        |
| 1999  | 27            | 8                 | 7                  | 42    | 3e                         |
| 2003  | 24            | 20                | 2                  | 46    | 5e                         |
| 2007  | 15            | 9                 | 12                 | 36    | 6e                         |
| Total | 74            | 41                | 30                 | 142   | 6e                         |